# Александър Ников
Александър Ников е български революционер, деец на Вътрешната македоно-одринска революционна организация.

## Биография
Александър Ников е роден през 1873 година в Битоля, тогава в Османската империя, днес в Северна Македония. Става деец на националноосвободителното движение на Македония и се вклюва в редиците на ВМОРО. След това става секретар на Централния комитет на организацията. На 23 януари 1901 година в Солун при рутинна проверка у Александър Ников, секретар на ЦК на ВМОРО, и редовия член на ВМОРО Милан Михайлов са открити револвери. Ников успява да избяга, но Милан Михайлов е задържан и след тежки инквизиции започва да издава познатите му нелегални революционери. В резултат на тези събития избухва Солунската афера, която е най-големият провал на ВМОРО в Османската империя, в резултат на който следват много разкрития и арести на дейци на организацията. Заловени са кукушанецът Анго Арабаджията, в чиято кола са скрити Александър Ников, ученикът Милан Ризов и четникът Тодорчо от Серменин. Ников успява да се самоубие, но Милан Ризов издава члена на местния комитет Атанас Ангелов, при когото се е укривал.